# As Ye Sow (film 1914)
As Ye Sow è un film muto del 1914 diretto da Frank Hall Crane e basato su As Ye Sow, lavoro teatrale del reverendo John M. Snyder andato in scena in prima New York il 25 dicembre 1905.

## Trama
La ricca ereditiera Dora Leland si accorge ben presto che il marito, Frank, un noto finanziere di New York, l'ha sposata solo per i suoi soldi usando oltretutto un nome falso. Quando lei si rifiuta di cedere a una sua ennesima richiesta di denaro, Frank se ne va via di casa dopo aver rapito il loro bambino. Lascerà il piccolo sulla soglia della casa di sua madre, a Cape Cod, per poi imbarcarsi su una goletta di pescatori. Dora, venendo a sapere che il marito è sparito in mare, parte per Cape Cod, dove conosce la signora St. John, ignorando che è sua suocera e senza rendersi conto che il bambino adottato è proprio suo figlio. Il fratello minore di Frank, il reverendo John St. John, che si è innamorato di lei, le chiede di sposarlo. Dora accetta ma, poco prima del matrimonio, tutto il mondo le crolla addosso perché Frank, il marito creduto morto, viene ritrovato vivo. Ora la povera Dora deve accantonare il suo sogno di una vita nuova e serena e, anche se è felice di poter riabbracciare il proprio bambino, è costretta a riprendere il suo posto di moglie accanto a quel marito sciagurato. Frank, però, riprende quasi subito le sue vecchie e cattive abitudini: in un bar, ha il buon gusto di rimanere ucciso durante una rissa, lasciando finalmente libera Dora.

## Produzione
Il film fu prodotto dalla William A. Brady Picture Plays.

## Distribuzione
Il copyright del film, richiesto dalla World Film Corp., fu registrato il 31 dicembre 1914 con il numero LU4114. Distribuito dalla World Film, il film uscì nelle sale cinematografiche statunitensi il 21 dicembre 1914.
Non si conoscono copie ancora esistenti della pellicola che viene considerata presumibilmente perduta.